# Françoise Sampermans
Françoise Sampermans, née le 10 juillet 1947 à Paris, est une femme d'affaires française.

## Biographie
Françoise Sampermans est titulaire d'une maîtrise de lettres et d'une maîtrise de psycho-sociologie[réf. souhaitée]
De 1974 à 1987, Françoise Sampermans assume des responsabilités dans le domaine de la communication au sein du groupe Alcatel (Télécom). Elle devient ensuite directrice de la communication du groupe Alcatel-Alsthom, de 1987 à 1991. Françoise Sampermans prend la direction générale de la Générale Occidentale, filiale d'Alcatel détentrice du groupe L'Express et de 40 % du capital du Point, devenant PDG de L'Express et du Point, et administratrice de CEP Communication (1991-1995).
Après son départ d'Alcatel, Françoise Sampermans est nommée vice-présidente pour l'Europe du groupe Quebecor qui imprime alors L'Express[réf. souhaitée].
Jean-François Kahn, qu'elle connaît depuis l'époque où elle est chargée de la communication d'Alcatel, lui propose le poste de directrice générale de Marianne et de l'Événement du jeudi. Elle est ensuite directrice générale du Nouvel Économiste grâce à ses amitiés avec Paul Dubrule et Gérard Pélisson, cofondateurs du groupe Accor qui rachètent la totalité du capital à Georges Ghosn et à Fimmopresse.
En 2000, elle devient directrice générale des publications au sein des NMPP[réf. souhaitée].
En 2004, Françoise Sampermans accompagne Ivan Levaï dans la relance du titre Tribune juive disparu des kiosques en 2003. Elle s'appuie sur Martine Heissler, ancienne directrice générale adjointe du Nouvel Économiste, et Lisette Jacquemont, ancienne collaboratrice du pôle Ressources humaines du groupe de communication Euro RSCG[réf. souhaitée].
En 2008, elle succède à François Léotard à la présidence de l'association pour le rayonnement du château de Vincennes.
En juin 2009, elle devient secrétaire générale de l'association que lance Rachida Dati, « C'est à vous », dont le but déclaré est de « promouvoir la citoyenneté mais pas uniquement dans les quartiers ».
Le 6 avril 2012, Françoise Sampermans est élue présidente de France Générosités pour un premier mandat de 3 ans et est renouvelé en 2015 pour un deuxième mandat.
En 2018, elle rejoint l'Institut IDEAS (organisme connu pour le Label IDEAS) en tant qu'administratrice.
Elle est surnommée la « Superwoman de la presse », ou encore la « Marlène des médias ».